# 放課後グルーヴ
『放課後グルーヴ』（ほうかごグルーヴ）は、2013年4月22日から6月24日までTBSのドラマNEO枠（毎週月曜日24:28 - 25:07〈JSTでは火曜未明0:28 - 1:07〉）で放送された日本のテレビドラマ。主演は高梨臨。

## キャスト

### 主要人物
桐生 真琴 (26) - 高梨臨
崖の上にある掛谷市立掛谷中学校に赴任3年目の体育教師。掛谷高校中退の元ヤンキー。今年から初めて担任を任され、2年2組を受け持つことになった。
1年前から新しい必修科目としてダンス指導が追加されたが、自身にダンスセンスがなく、これまでダンスの授業は親戚の不幸や怪我などを理由にして松本先生にピンチヒッターを頼み、密かにダンスレッスンをしている場面を福田清春たちに見られてしまい、上手く踊れないことが一部の生徒に露見してしまう。
小湊 倫子 - 余貴美子
問題を起こして高校中退したばかりの17歳の真琴とバイクの接触事故が切っ掛けで知り合う。当時、孫の伸也（演：大和田伸也）に中卒だと馬鹿にされたのが悔しく、一念発起して掛谷高校の定時制に通っていた。
池井 慶 - 大和田伸也
掛谷中学校校長。ボッタクリバーの店員に騙されて、レーシック手術を受けたファンキーな教育者。ラップの韻を踏んでるような特徴的な話し方をする。

### 掛谷中学校

#### 2年2組
福田 清春 - 岡山天音
コンビニの息子。最近になって地球が回っていることに気付き、自転運動について知る。
北野 一兆 - 清水尋也
父親も合わせて9人で暮らしている大家族。母は他界。テレビ局から大家族ドキュメンタリーとして7年間、密着取材を受けている。
箕輪 実 - 草野イニ
布団みのわの息子。普段は温厚で低姿勢な性格だが、怒りが最高潮に達すると小学生時代の荒くれていた過去の自分に戻ってしまう。
吉沢 小太郎 - デニス（2年後：冨森ジャスティン）
学校を休学し、商店街の福引で当てたインド旅行へ行き、白い肌から真っ黒に日焼けして日本に帰ってきた。そのインド旅行で仏教の教えに感化され、右手を上げて生活している。
本田 千夏 - 萩原みのり
映見と樹乃が喧嘩するたびに仲を取り持ち、2年生に進級した時には2人が互いの分身と思えるくらい仲良しな関係にする。
中学1年生の2学期に入った頃、ダンスレッスンの帰り道、居眠り運転のダンプカーに撥ねられ、車椅子生活を余儀なくされ不登校になってしまう。
鴨志田 映見 - 上原実矩
直情な性格をしており腹が立つことがあると、その事柄を言葉や態度に表して、相手に感情をぶつける。
三宅 樹乃 - 古泉葵
学級委員。物事を冷静に判断し行動する。映見とは正反対の性格をしており、1年生の頃、1週間に1回は喧嘩をしていた。
新垣夏人-新美夏里史/工藤 瑞木 - 鈴木梨花 / 小沢 ほのか - 倉又真帆 / 樋野 薫 - 加藤果林 / 古屋 京子 - 佐久間采那 / 山田 志帆 - 佐藤麗奈 / 須見 幸子 - 室井みなみ / 醍醐 美和 - 宮崎優衣
瀬戸 泰 - 西嶋一八 / 桃原 光一 - 鈴木康介 / 板東 浩司 - 宮坂健太 / 山崎 拓哉 - 伊藤凌 / 毛利 隆信 - 小川瑛楽 / 中里 勲 - 山口千貴

#### 教職
教頭 - 藤原鉄苹
松本先生 - 西沢仁太

### 北野家
家族の一員として可愛がっていた犬のペスが失踪する。テレビ番組の『北の家から』と題した大家族ドキュメンタリー企画で7年間密着され、その取材料が家計の助けになっていた。
北野 一八 - テイ龍進
北野兄弟の父親。月曜日から金曜日まで電気工事、土・日曜日はスーパーの惣菜コーナーで働き、北野家の家計を支えている。
北野 二葉 - 大友花恋
長女。掛谷中学1年生。他界した母に代わって、幼い妹や弟の面倒を見ている。
北野 三葉 - 辰宮由樹 / 北野 丈二 - 益子雷翔 / 北野 雄三 - 佐藤涼平 / 北野 四郎 - 石川樹 / 北野 伸吾 - 吉田騎士 / 北野 四葉 - 蘇我夏美

### その他
きゃんちゃん - 村松利史 / ジョニー - 諏訪太朗
ホームレス。元々住んでいた釣り堀・貸ボートの廃屋が不良グループに占拠され、追い出されてしまう。
つっちー - 田中清貴
本名：土田哲郎。国母タクシー運転手。以前はきゃんちゃんたちとホームレス仲間だった。
中島 雅也 - 平沼紀久 / 来栖 宏 - 平賀雅臣 / 松井 俊介 - 永山たかし / 羽賀 太郎 - 横浜流星
大家族ドキュメント『北の家から』撮影隊クルー。
千葉 輝男 - 山中聡
コンビニ店員。夢はDJ。オーナーの息子・清春が商品をレジも通さずに持ち出すことに頭を悩ませている。
大山 守男 - キンタカオ
真琴・倫子が行きつけにしている焼肉屋の店長。

### ゲスト
複数話登場の場合は括弧（）内に表記

#### 第1話
ボーイ - 滝藤賢一（第6話）
池井校長を騙したボッタクリバーの店員。
西先輩 - 夏目鈴
真琴が高校時代に所属していた不良グループのリーダー。

#### 第2話
中山 - 秋月三佳
映画館スタッフ。箕輪実が付き添いの保護者だと勘違いする。
南雲 誠一 - 菅原大吉（第9・最終話）
東京都区役所勤務。つっちーのタクシーを盗む。

#### 第3話
らっさん - 小倉一郎
東京の公園で暮らすホームレス。多くのホームレス仲間から慕われ、まもなく死期を迎える。
チャド - 有福正志（最終話）
らっさんのホームレス仲間。
森 剛 - 前田健（最終話）
「踊るを育む 実行!ダンス指導要項」と題して、体育教師向けにワークショップを開催する。
クレープ屋 - 山本浩司
移動ワゴン車のクレープ屋。誰が見ても気付くくらい、クレープを購入した客に代金の釣りを多く渡してしまう。
cocoA - 菅原萌香
女性歌手。
瑠璃子 - 星野園美 / 良一 - 佐藤正和 / 礼二 - 隈部洋平
らっさんの子供たち。それぞれに父と確執があって、頑なに会いたくないと拒んでいる。

#### 第4話
トラック運転手 - 岡田浩暉
村田 哲 - 日村勇紀
真琴の大学時代の先輩。CGデザイナー。『イロドリヒムラ』第2話 「Thunderbird」 に登場するキャラクター。

#### 第8話
大学生 - 青木玄徳（最終話）
掛谷中学校前で待ち伏せするなど千夏にしつこく交際を迫っていた。

#### 最終話
ピザ屋 - 川久保拓司
ピザの配達途中でピザを持ったまま変な格好で自転車ごと転倒してしまい、自力で起き上がれなくなっていたところに偶然、通りかかった2年後の吉沢小太郎に助けてもらう。

## スタッフ
- 監督・脚本・編集 - 飯塚健
- 音楽 - 海田庄吾
- 主題歌 - 加藤ミリヤ「EMOTION」（Sony Music Records）
- 挿入歌 
  - チャットモンチー「きらきらひかれ」（KI / oon Music / 第1話）
  - ザ50回転ズ「I can not be a good boy」（ソニー・ミュージックアソシエイテッドレコーズ / 第2話）
  - 電気グルーヴ「N.O.」（KI / oon Music / 第3話）
  - JUDY AND MARY「BLUE TEARS」（エピックレコードジャパン / 第5話）
  - UNICORN「すばらしい日々」（ソニー・ミュージックダイレクト / 第5話）
  - YUKI「ふがいないや」（エピックレコードジャパン / 第6・最終話）
  - 真心ブラザーズ「ループスライダー」（KI / oon Music / 第7話）
  - YO-KING「ずっと穴を掘り続けている」（KI / oon Music / 第8話）
  - アナログフィッシュ「Sayonara90's」（PORT RECORDS / 第8話）
  - Dancing Dolls「フレンズ」（Sony Music Records / 最終話）
  - サンボマスター「愛とは愛とは」（Sony Music Records / 最終話）
  - スガシカオ「コノユビトマレ」（Arioia Japan / Augusta Records / 最終話）
- 助監督 - 松下洋平
- スクリプター - 石川愛子
- CG - 鳥尾美里、小垣貴裕、岩田勝巳、佐々木良太
- ミュージックエディター - 本谷侑紀
- 音楽コーディネーター - 溝口大悟
- ダンス教育監修 - 岡本和隆、HASE（長谷洋勝）（東京学芸大こども未来研究所）
- 振付 - MAMIKO、HASE
- アクション監督 - 小池達朗
- スタント - 三住敦洋、津村雅之、杉口秀樹、佐川正治、谷山尚末
- チーフプロデューサー - 篠原廣人、杉山剛（ソニー・ミュージックエンタテインメント） / 十二竜也、加藤新
- プロデューサー - 野村敏哉（光和インターナショナル）
- アソシエイトプロデューサー - 杉浦美奈子
- アシスタントプロデューサー - 中尾幸代
- 特別協力 - ソニー・ミュージックエンタテインメント
- 制作協力 - 光和インターナショナル
- 製作著作 - TBS

## 放送日程
| 放送回 | 放送日  | サブタイトル                             |
| ------ | ------- | ---------------------------------------- |
| #1     | 4月22日 | まずは主役の紹介を                       |
| #2     | 4月29日 | 春風ドライブ                             |
| #3     | 5月06日 | ラストダンスに花束を                     |
| #4     | 5月13日 | Hot-Dog Express（前編）                  |
| #5     | 5月20日 | Hot-Dog Express（後編）                  |
| #6     | 5月27日 | 気流メソッド                             |
| #7     | 6月03日 | 夕方ループ                               |
| #8     | 6月10日 | サニー                                   |
| #9     | 6月17日 | 完成間近の下書きは、時に完成よりも美しい |
| #10    | 6月24日 | 時速1700キロの片隅で                     |

## ネット局・放送時間
| 放送対象地域   | 放送局              | 放送期間                | 放送日時           | 備考       |
| -------------- | ------------------- | ----------------------- | ------------------ | ---------- |
| 関東広域圏     | TBSテレビ（TBS）    | 2013年4月22日 - 6月24日 | 月曜 24:28 - 25:07 | 製作局     |
| 岩手県         | IBC岩手放送（IBC）  | 2013年4月22日 - 6月24日 | 月曜 24:28 - 25:07 | 同時ネット |
| 静岡県         | 静岡放送（SBS）     | 2013年4月22日 - 6月24日 | 月曜 24:28 - 25:07 | 同時ネット |
| 愛媛県         | あいテレビ（ITV）   | 2013年4月22日 - 6月24日 | 月曜 24:28 - 25:07 | 同時ネット |
| 岡山県・香川県 | 山陽放送（RSK）     | 2013年4月29日 - 7月1日  | 月曜 24:23 - 25:03 | 7日遅れ    |
| 中京広域圏     | 中部日本放送（CBC） | 2013年4月29日 - 7月1日  | 月曜 25:28 - 26:13 | 7日遅れ    |
| 近畿広域圏     | 毎日放送（MBS）     | 2013年4月30日 - 7月2日  | 火曜 26:44 - 27:24 | 8日遅れ    |
| 石川県         | 北陸放送（MRO）     | 2013年5月6日 - 7月8日   | 月曜 24:35 - 25:15 | 14日遅れ   |